# Vol Aeroflot 245
Le vol Aeroflot 245 est un vol régulier de passagers domestiques opéré par un Iliouchine Il-18 qui s'écrase pendant la phase de croisière du vol en route vers Sotchi le dimanche 17 décembre 1961, entraînant la mort de toutes les 59 personnes à bord. Une enquête révèle que l'avion entre en piqué prononcé après que les volets se sont déployés accidentellement.

## Accident
Le vol 245 est un vol régulier de passagers de Vnoukovo à Sotchi. À 14h34, heure de Moscou, l'Iliouchine décolle de l'aéroport international de Vnoukovo et monte à son altitude de croisière de 8 000 mètres. À 15h47, l'équipage contacte le ATC et donne un rapport de position, puis le vol communique à nouveau avec l'ATC à 15h52. À 15h59, le contrôleur n'arrive pas à joindre le vol 245 et il disparaît du radar. Alors qu'il est en vol de croisière à 630 km/h, l'ingénieur de vol déplace par inadvertance le sélecteur de volets à extension complète de 40 degrés et en raison de la grande quantité de traînée et de la conception aérodynamique particulière de l'Iliouchine Il-18, l'avion pique et entre en descente rapide. Sans rétracter les volets, il est presque impossible de reprendre le contrôle de l'appareil et en raison de la forte force g négative que subit l'équipage, ils ne peuvent atteindre le sélecteur de volets. À mesure que l'avion gagne en vitesse dans sa descente, les assemblages de volets bâbord et tribord sont arrachés de l'aile par les forces aérodynamiques élevées. À 16h00, l'appareil s'écrase au sol à très grande vitesse avec le train d'atterrissage rétracté et à un angle de tangage de 107 degrés. Le cratère d'impact mesure de 3,5 à 5 mètres de profondeur et le champ de débris est large de 300 à 350 mètres,.

## Appareil
L'appareil impliqué est un Iliouchine Il-18B, numéro de série 188000503 et enregistré sous le numéro CCCP-75654 auprès d'Aeroflot. La construction de l'avion est achevée le 30 octobre 1958 et il a accumulé un total de 2 722 heures de vol avant l'accident,.

## Enquête
Les enquêteurs déterminent que la cause de l'accident est le déploiement des volets à pleine extension à la vitesse de croisière. Contrairement à l'appareil Iliouchine Il-14, l'IL-18 ne dispose pas d'un mécanisme pour empêcher le mouvement accidentel du sélecteur de volets et cela est trouvé comme un facteur contribuant à la séquence de l'accident,.